# Cranioleuca demissa
Cranioleuca demissa là một loài chim trong họ Furnariidae.